# M40 GMC
Die M40 GMC 155 mm Gun Motor Carriage M40 war eine US-amerikanische Selbstfahrlafette des Zweiten Weltkriegs.

## Beschreibung
Das Fahrgestell der Selbstfahrlafette M40 basierte auf dem Chassis des mittleren Panzers M4A3 Sherman. Der Motor R-975 war von Continental und ist eigentlich ein Flugzeugmotor, aber gegen Ende des Zweiten Weltkriegs fand er auch in gepanzerten Fahrzeugen Verwendung. Der Prototyp erhielt anfangs die Bezeichnung T38, die aber im März 1945 in M40 abgeändert wurde. Das Fahrzeug war mit einer 155-mm-M2-Kanone bewaffnet. Ursprünglich sollte die M40 die Selbstfahrlafette M12 GMC ersetzen.

## Produktion
Die Produktion begann im Januar 1945, bis Mai wurden bei Pressed Steel Car Company 311 Stück produziert.

## Einsatz
Die ersten gefertigten Fahrzeuge wurden auf den europäischen Kriegsschauplatz gebracht. Einige M40 wurden noch im Kampf um Köln eingesetzt. 
Hauptsächlich wurde die M40 GMC im Koreakrieg verwendet. 
Zudem setzten auch die British Army die Selbstfahrlafette mit der Bezeichnung 155 mm SP, M40 ein.

## Varianten

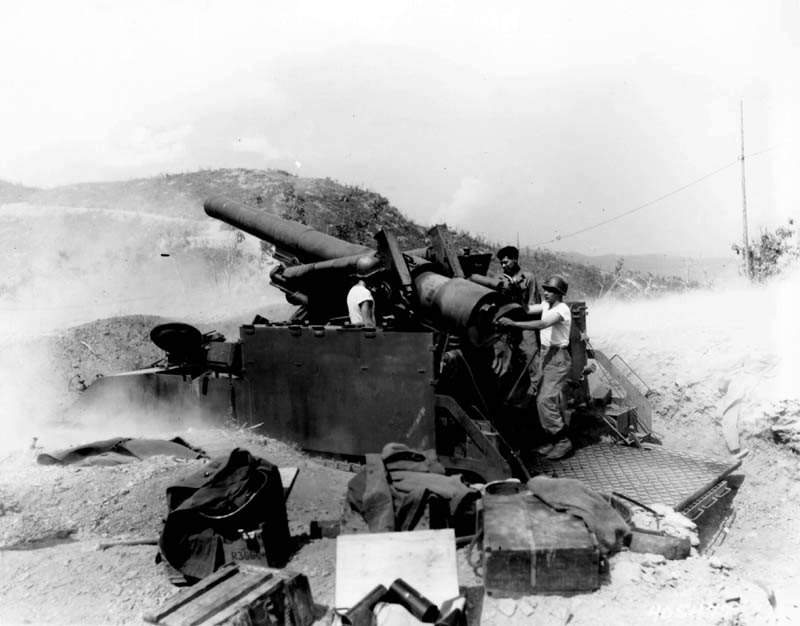
8-inch HMC M43 in Korea (1952)

- Cargo Carrier T30: nur in geringer Stückzahl produziert; 1944 eingestellt
- 8 inch Howitzer Motor Carriage M43: 203-mm-HMC-Haubitze; insgesamt 48 produziert
- 250 mm Mortar Motor Carriage T94: 250-mm-MMC-Haubitze; nur ein Prototyp 1946 gebaut